# Dreams (2 Brothers on the 4th Floor)
Dreams è l'album di esordio del gruppo musicale eurodance 2 Brothers on the 4th Floor, pubblicato nel 1994.

## Tracce
1. Dreams (Will Come Alive) - 4:27
2. Never Alone - 5:54
3. I Can't Believe It - 4:12
4. Let Me Be Free - 3:28
5. Feel So Good - 3:47
6. Do It - 3:28
7. Dance with Me - 4:12
8. Smile - 3:38
9. Can't Help Myself - 5:19
10. Turn Da Music Up - 4:40
11. Dreams (Twenty 4 Seven Trance Mix) - 5:51
12. Never Alone (Beats 'R' Us Mix) - 5:25
13. Turn Da Music Up (Beats 'R' Us Mix) - 4:57

## Classifiche
| Classifica (1994) | Posizione raggiunta |
| ----------------- | ------------------- |
| Paesi Bassi       | 5                   |
| Germania          | 91                  |